# Schőner Alfréd
Schőner Alfréd (Nyíregyháza, 1948. október 12. –) magyar főrabbi, egyetemi tanár, kutató, 2002 és 2018 között az Országos Rabbiképző – Zsidó Egyetem főigazgatója.

## Élete
A Budapesti Zsidó Gimnáziumban és ortodox jesivában, majd az Országos Rabbiképző Intézetben és az Eötvös Loránd Tudományegyetemen tanult. Rabbivégzettsége (1974) mellett könyvtárosi (1977) és művészettörténeti diplomát (1981) is szerzett. Szegeden és Budapesten dolgozott rabbiként, 1985-től a Dohány utcai zsinagógában főrabbiként. 1997-ben habilitált, 1998-ban egyetemi tanári fokozatot szerzett. 
1990 és 1996 között Tel-Avivban tanított, 1998-tól a zsidó tanárképző Pedagógium, 2000-től az Országos Rabbiképző Intézet rektora. (Az intézetben korábban, 1977-től 1990-ig már tanított.) 2018-ban nyugalomba vonult az egyetemről. 2013-tól a Hegedűs Gyula utcai zsinagóga (Budapest, Hegedűs Gyula u. 3.) főrabbija.
Egy ideig országgyűlési képviselő is volt.
2019-től Budapest XIII. kerületének díszpolgára.
2024-ben Scheiber Sándor-díjat kapott.

## Tudományos kutatásai
Kutatási területe a Biblia és a Talmud, a magyarországi zsinagógai nyelvhasználat.
Főszerkesztője és sorozatszerkesztője volt a Rabbiképzőben megjelent újabb tudományos és régi reprint kiadványoknak és évkönyveknek, de részt vett a Magyar Zsidó Szemle kiadásában is. 1969-től 2018-ig 650-nél több publikációja jelent meg.
Munkásságát saját honlapján mutatja be: https://schoneralfred.hu/. 

### Önállóan megjelent könyvei, füzetei
- A Dohány utcai zsinagóga, Optimum Kiadó, Budapest, 1989, ISBN 963-02-6937-6 (magyar, angol, héber nyelven)
- Mérleg. Válogatott beszédek, cikkek, tanulmányok, Országos Rabbiképző – Zsidó Egyetem, Budapest, 2000.
- Te érted. Bookmaker Kiadó, Budapest, 2004, ISBN 963-212-219-4
- Az elveszített álmok, dr. Birnfeld Sámuel Rabbi emlékének, Bookmaker Kiadó, Budapest, 2004, ISBN 963-86642-0-7
- Égszínkék, Gabbiano Print, Budapest, 2007, ISBN 978-963-87044-6-7
- A Pokol Traktátusa képekben. Miniatúra-sorozat a nagykanizsai héber nyelvű kéziratos könyvben a 18. század végéről, 2008. (magyar és angol nyelven, Különlenyomat a Művészettörténeti Értesítő 1984/4-es számából)
- Az irgalom kapuja. Négy évtized a szószéken 1970-2010, Gabbiano Print Nyomda és Kiadó Kft, Budapest, 2011, ISBN 978-963-89322-1-1
- Izrael kapuinak őrzője, Gabbiano Print, Budapest, 2013, ISBN 978-615-5346-00-2
- Szószék és katedra, Wesley, Budapest, 2021, ISBN 978-963-9744-55-4

Társszerző:
- Halljad Izrael. A zsidó vallás alapjai, Magyar Izraeliták Országos Képviselete, 1999 (Alef-könyvek)

A fentieken kívül számos könyvrészlet is fűződik a nevéhez.

## Videófelvétel
- https://www.youtube.com/watch?v=tW57NhcWvow